# حكومة هاشم الأتاسي الأولى / الحكومة السورية (مايو 1920)
تشكلت حكومة هاشم الأتاسي الأولى بناء على مذكرة من قبل الملك فيصل في 3 أيار 1920 ونشرت بجريدة العاصمة في العدد /123/ لعام 1920·
وهي ثاني حكومة في عهد المملكة العربية السورية وآخر وزارة قدّمت بيانها الوزاري إلى المؤتمر السوري العام ونالت الثقة على أساسه، وآخر وزارة تشمل منصب وزير الخارجية إذ إن الوزارات اللاحقة لم تشمل على المنصب قبولاً بالانتداب الفرنسي. كانت الحكومة تحوي شخصيات «وطنية» من الداعية إلى رفض الانتداب الفرنسي على سوريا وتقسيم بلاد الشام، وقد ركزت في بيانها الوزاري على السياسة الخارجية بسبب تسارع الأحداث والضغوط الخارجية خصوصًا بعد احتلال فرنسا لمنطقة البقاع الغربي.
في بيانها الوزراي قالت الحكومة أنها ستسعى للحفاظ على الاستقلال التام والناجز دون أي وصاية أو انتداب، والاعتراف بوحدة أراضي بلاد الشام في دولة واحدة، ورفض فصل فلسطين تمهيدًا لتنفيذ وعد بلفور، وكذلك رفضت استقلال لبنان مع الموافقة على منحه حكمًا ذاتيًا.
استمرت الحكومة حتى احتلال الجيش الفرنسي لدمشق في 24 تموز 1920.

## أبرز منجزاتها

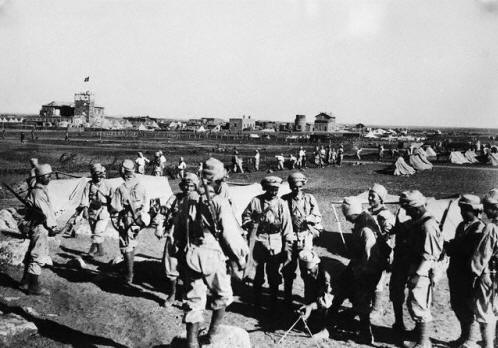
جنود سوريون في معركة ميسلون، 24 يوليو 1920، والتي أدت خسارة السوريين لها إلى استقالة الحكومة وزوال المملكة.

كانت البلاد تعاني من ضائقة اقتصادية والحكومة شبه مفلسة اقتصاديً خصوصًا بعد توقيف تمويل بريطانيا للملك فيصل الأول وبعض قطاعات الحكومة، لذلك قامت الحكومة بفتح قرض وطني بقيمة نصف مليون دينار سوري، بضمانة أراضي تابعة للدولة في حلب وحماة وحمص، إضافة إلى ذلك فإن عمليات تسليح عديدة قامت بها الحكومة، غير أن شراء الأسلحة كان يتم مع تجار للأسلحة من شبه الجزيرة العربية والعراق وليس مع دول بذاتها، وظل الجيش متواضع الإمكانات وقد بينت عمليات الجرد أن العتاد الحربي لا يتجاوز 270 طلقة لكل بندقية وثمانين قنبلة لكل مدفع، هذا ما دفع قائد الجيش السابق ياسين الهاشمي للقول أن عتاد الجيش لا يكفي للدخول في أي معركة مهما قصرت مدتها.
على الصعيد السياسي وتماشيًا مع تركيبتها من رافضي الانتداب، فقد رفضت الحكومة وكذلك الملك فيصل الأول مقررات مؤتمر سان ريمو الذي نصّ على استقلال لبنان وفلسطين والأردن وسلخ الأقاليم السورية الشمالية والموصل عنسوريا.
في يونيو 1920، أقرت الحكومة ثم المؤتمر السوري العام دستور المملكة الذي تألف من 147 مادة موزعة على اثني عشر فصلاً، ونصّ على كون النظام ملكيًا دستوريًا مدنيًا نيابيًا، ثم قام الملك والحكومة بإعلان حالة الطوارئ والأحكام العرفية في 15 يونيو وذلك «لخطورة الأوضاع التي تتعرض لها البلاد». في 13 يونيو 1920 عقدت الحكومة اجتماعًا في البلاط الملكي برئاسة الملك فيصل الأول أقرت به إنذار غورو الذي بعث به هنري غورو قائد الجيوش الفرنسية في المشرق إلى الملك مهددًا باحتلال دمشق في حال رفض الانتداب، كذلك اشتمل الإنذار على عشرة شروط أخرى أبرزها حل الجيش.

هاشم الأتاسي، رئيس الحكومة.

قرار حل الجيش اتخذته الحكومة رسميًا في 20 يوليو مع سائر الشروط، وقد أدى ذلك إلى اندلاع ثورة شعبية في دمشق واحتلال المحتجين لقلعة دمشق متهمين الحكومة والملك بالتأمر، وقد استعملت الشرطة الرصاص الحي وأدى ذلك إلى مقتل عشرين شخصًا.
تذرع غورو أن البرقية التي تفيد بقبول شروط الانتداب لم تصل إلى بيورت بسبب انقطاع خطوط البرق والهاتف، وزحف نحو دمشق في 21 يوليو، ثم التقى مبعوثًا للملك على الطريق وطلب منه شروطًا جديدة، وبعد أخذ ورد عسكر يوسف العظمة ومعه الجيش والمتطوعين في ميسلون بهدف إعاقة تقدم الفرنسيين ووقعت هناك معركة ميسلون في 24 يوليو 1920 وكان الفرنسيون قد احتلوا حلب دون قتال في 23 يوليو، وقد خسر الجيش السوري معركة ميسلون واحتلّ الفرنسيون دمشق في 25 يوليو.
بنتيجة احتلال دمشق، استقالت الوزارة بناءً على طلب الملك الذي غادر دمشق منتقلاً إلى الكسوة، وبنتيجة المفاوضات بين الملك والفرنسيين عن طريق إحسان الجابري وفارس الخوري وعلاء الدين الدروبي، اتفق على تكليف علاء الدين الدروبي تشكيل وزارة جديدة لكونه شخصًا موثوقًا من الملك والفرنسيين في الوقت نفسه.

## التعديلات الحكومية
- في 5 أيار عُدلت الوزارة بإعادة السيد يوسف الحكيم إلى وزارة النافعة و التجارة والزراعة· وإعادة السيد علاء الدين الدروبي إلى رئاسة مجلس الشورى ونقل السيد رضا الصلح من منصبه في الوزارة الجديدة وهو رئاسة مجلس الشورى إلى منصبه في الوزارة السابقة وهو وزارة الداخلية.
- كما صدر الأمر بمنح السيد يوسف العظمة رتبة وزير الحربية (أمير لاي الفخرية)
- سمي السيد علاء الدين الدروبي وزيراً للداخلية بموجب كتاب رئاسة مجلس الوزراء (2247) تاريخ 12 تموز 1920·

## التشكيل الوزراي
من أصل تسعة وزراء في الحكومة السابقة احتفظ ستة وزراء بحقائبهم، مع استبدال الرئيس ووزير الحربية ووزير الخارجية، بشخصيات مقبولة من «الوطنيين» الرافضين للانتداب في المؤتمر السوري العام، كانت التشكيلة الأولية تضم اسم جرجي رزق الله أحد وجهاء بيروت لكن اسمه أزيل لاعتراض الشيخ كامل القصاب زعيم الوطنيين في البرلمان، لأنه على صلاتٍ قويةٍ مع الفرنسيين، كذلك جرت تنحية سعيد الحسيني وهو من القدس كنوع من الترضية لبريطانيا الأمر الذي ثار حفيظة المؤتمر السوري العام.
تألفت الحكومة من:
| المنصب                         | الصورة | شاغل المنصب          | في المنصب من | في المنصب حتى |              |  |
| ------------------------------ | ------ | -------------------- | ------------ | ------------- | ------------ |  |
| رئيس الحكومة                   |        | هاشم الأتاسي         | 3 أيار 1920  | 24 تمـوز 1920 |              |  |
| وكيل وزارة الداخلية            |        | هاشم الأتاسي         | 3 أيار 1920  | 5 أيار 1920   |              |  |
| وزير الداخلية                  |        | رضا الصلح            | 5 أيار 1920  | 12 تموز 1920  |              |  |
| وزير الداخلية                  |        | علاء الدين الدروبي   | 12 تموز 1920 | 24 تمـوز 1920 | [ ملاحظة 1 ] |  |
| وزير الخارجية                  |        | عبد الرحمن الشهبندر  | 3 أيار 1920  | 24 تمـوز 1920 |              |  |
| وزير الحربية                   |        | يوسف العظمة          | 3 أيار 1920  | 24 تمـوز 1920 |              |  |
| وزير المالية                   |        | فارس الخوري          | 9 آذار 1920  | 24 تمـوز 1920 |              |  |
| وزير العدلية                   |        | محمد جلال الدين زهدي | 3 أيار 1920  | 24 تمـوز 1920 |              |  |
| وزير المعارف                   |        | ساطع الحصري          | 8 آذار 1920  | 24 تمـوز 1920 |              |  |
| وزير النافعة                   |        | جورج رزق الله        | 3 أيار 1920  | 5 أيار 1920   |              |  |
| وزير النافعة والتجارة والزراعة |        | يوسف الحكيم          | 5 أيار 1920  | 24 تمـوز 1920 | [ ملاحظة 2 ] |  |
|                                |        |                      |              |               |              |  |
| رئيس مجلس الشورى               |        | رضا الصلح            | 3 أيار 1920  | 5 أيار 1920   |              |  |
| رئيس مجلس الشورى               |        | علاء الدين الدروبي   | 5 أيار 1920  | 12 تموز 1920  | [ ملاحظة 1 ] |  |

## الملاحظات
1. 1 2  هذا التعديل ليس مذكوراً في كتاب سجل الحكومات والوزارات السورية لمازن يوسف صباغ وإنما مذكور في موقع رئاسة مجلس الوزراء السوري. كما أنه من غير الواضح فيما إذا غادر علاء الدين الدروبي منصبه رئيساً لمجلس الشورى.
2. ↑  موقع رئاسة مجلس الوزراء السوري يذكر إعادة السيد يوسف الحكيم إلى وزارة النافعة و التجارة والزراعة كما كان في الحكومة السابقة بموجب التعديل في 5 أيار والموقع يذكر أن تشكيل الحكومة كان بشغل السيد جورج رزق الله لمنصب وزير النافعة فقط، لذلك ليس من الواضح فيما إذا كان جورج رزق الله مسؤولاً أيضاً عن التجارة والزراعة. 

كتاب سجل الحكومات والوزارات السورية لمازن يوسف صباغ يذكر بأن الحكومة تشكلت بشغل يوسف الحكيم لمنصب وزير التجارة والزراعة ولا يذكر فيما إذا كان هناك تعديل.

## روابط خارجية
- كتاب تكليف هاشم الاتاسي بتشكيل الوزارة عام 1920
- الكتاب الجوابي لهاشم الأتاسي حول تشكيل الوزارة عام 1920
- كتاب المصادقة على تشكيل وزارة هاشم الأتاسي عام 1920
- البيان الوزاري لحكومة هاشم الأتاسي عام 1920
- الحكومات السورية على موقع رئاسة مجلس الوزراء
- الحكومات السورية على موقع مجلس الشعب السوري
- وزارات الدولة على بوابة الحكومة الإلكترونية السورية
- الوزارات والهيئات الحكومية على موقع مجلس الشعب السوري